# Elin Kristiansen
Elin Synnøve Kristiansen (Elverum, 9 luglio 1968) è un'ex biatleta norvegese.

## Biografia
In Coppa del Mondo ottenne il primo risultato di rilievo il 17 dicembre 1987 a Hochfilzen (8ª) e la prima vittoria, nonché primo podio, il 21 gennaio 1988 ad Anterselva.
In carriera prese parte a due edizioni dei Giochi olimpici invernali, Albertville 1992 (15ª nella sprint, 9ª nell'individuale, 7ª nella staffetta) e Lillehammer 1994 (10ª nella sprint, 31ª nell'individuale, 4ª nella staffetta) e a sei dei Mondiali, vincendo sette medaglie.

## Palmarès

### Mondiali
- 7 medaglie:
  - 1 oro (gara a squadre[2] ad Anterselva 1995)
  - 5 argenti (individuale[2], staffetta a Chamonix 1988; gara a squadre a Feistritz 1989; staffetta a Minsk/Oslo/Kontiolahti 1990; staffetta a Lahti 1991)
  - 1 bronzo (sprint[2] a Minsk/Oslo/Kontiolahti 1990)

### Coppa del Mondo
- Miglior piazzamento in classifica generale: 2ª nel 1988
- 8 podi (tutti individuali[1]), oltre a quelli conquistati in sede iridata e validi anche ai fini della Coppa del Mondo:
  - 3 vittorie
  - 1 secondo posto
  - 4 terzi posti

#### Coppa del Mondo - vittorie
| Data             | Località          | Nazione  | Specialità |
| ---------------- | ----------------- | -------- | ---------- |
| 21 gennaio 1988  | Anterselva        | Italia   | SP         |
| 11 marzo 1988    | Oslo Holmenkollen | Norvegia | IN         |
| 18 dicembre 1993 | Pokljuka          | Slovenia | SP         |

Legenda:

IN = individuale

SP = sprint